# Рейчъл Зиглър
Рейчъл Ан Зиглър (на английски: Rachel Anne Zegler) е американска актриса, певица, ютюбър. Тя е известна с ролята си на Мария Васкес във филмовата адаптация „Уестсайдска история“ (2021) на режисьора Стивън Спилбърг и по сценарий на Тони Къшър.